# Протитечія
Протитечія — течія, спрямована проти переважаючих в цьому районі вітрів або проти руху основних стійких течій. Прийнято виділяти (оскільки вони мають різну механіку) поверхневі, підповерхневі і глибинні протитечії.
Найвідомішими є міжпасатні поверхневі протитечії, описані ще в XIX ст., які викликаються поперечною нерівномірністю пасатних вітрів і безпосередньо залежать від їх інтенсивності.
Пасатами (і пасатними течіями) зумовлені також підповерхневі екваторіальні протитечії течія Кромвелла в Тихому і течія Ломоносова в Атлантичному океанах.
Підповерхневі протитечії викликаються постійним градієнтом тиску, створюваним основною течією, і тому є набагато стійкішими. При появі неоднородностей або послабленні вітрів підповерхневі протитечії можуть «виринати» на поверхню і спостерігатися як поверхневі протитечії.
До найпотужніших поверхнево-підповерхневих протитечій належить Перуано-чилійська протитечія (течія Гюнтера). Вона спрямована на південь уздовж західного узбережжя Південної Америки між спрямованими на північ Перуанською океанічною і Перуанською прибережною течіями (див. Перуанська течія (Течія Гумбольдта)). Аналогічна, але слабкіша протитечія спостерігається поблизу західних берегів Африки (у районі Анголи і Намібії).
Найяскравішим прикладом глибинної протитечії може вважатися глибинна протитечія під Гольфстримом, яка рухається на південь на глибині від двох до п'яти кілометрів зі швидкістю до 20 см/сек.
Іноді виділяють також придонні протитечії, які можна спостерігати в протоках, що сполучають басейни, що різко розрізняються за щільністю, температурою і/або солоністю води. Наприклад, в Гібралтарській протоці або у Босфорі. Причому поверхнева течія у вказаних випадках спрямована у басейн більшої щільності, а придонна — у басейн з меншою щільністю.